# John Caldwell
John Caldwell, noto anche come Johnny Caldwell (Belfast, 7 maggio 1938 – 10 luglio 2009), è stato un pugile britannico, che ha gareggiato per l'Irlanda ai Giochi Olimpici di Melbourne, vincendo la medaglia di bronzo nei pesi mosca. Da professionista è stato per breve periodo campione del mondo dei pesi gallo.

## Biografia

### Carriera da dilettante
Nord irlandese, rappresenta l'Irlanda alle Olimpiadi di Melbourne 1956, vincendo la medaglia di bronzo nei pesi mosca. Sconfigge al primo turno il birmano Yaishwe Best, nei quarti di finale l’australiano Warner Batchelor ma in semifinale deve cedere al rumeno Mircea Dobrescu, poi medaglia d’argento.

### Carriera da professionista
Trasferitosi in Scozia, a Glasgow, Caldwell esordisce al professionismo con una vittoria nel febbraio 1958. Al diciassettesimo match, dopo tutte vittorie, batte il quotato peso mosca francese René Libeer, ai punti in dieci riprese, a Londra. Al successivo incontro, a Belfast, conquista il titolo britannico dei pesi gallo, battendo per KO al terzo round Frankie Jones.
Il 30 maggio 1961, ancora imbattuto, incontra il francese Alphonse Halimi per il titolo mondiale dei gallo, secondo la versione riconosciuta dall’EBU. Vince ai punti in quindici riprese, alla Wembley Arena, conquistando la cintura mondiale. Identico risultato si ebbe nella rivincita, combattuta cinque mesi dopo sullo stesso ring. 
Il 18 gennaio 1962, Caldwell combatte per la prima volta all’estero, per la riunificazione del titolo mondiale contro il brasiliano Éder Jofre, in possesso della versione riconosciuta dalla NBA. Purtroppo nulla può contro uno dei più forti pesi gallo di tutti i tempi e soccombe per knock-out tecnico al decimo round, subendo la prima sconfitta in carriera.
Dopo aver battuto l’italiano Federico Scarponi, sfida il concittadino Freddie Gilroy a Belfast, per il titolo britannico e del Commonwealth dei pesi gallo ma subisce la seconda sconfitta per KOT al nono round. Sedici mesi più tardi, tuttavia, si appropria del titolo, lasciato vacante da Gilroy, battendo George Bowles, a Belfast, per KOT al settimo round. Lo perde definitivamente a Nottingham, di fronte all’astro nascente Alan Rudkin, per KOT al decimo round.
Dopo una successiva sconfitta, il 12 ottobre 1965, abbandona il pugilato attivo.